# Gamma knife

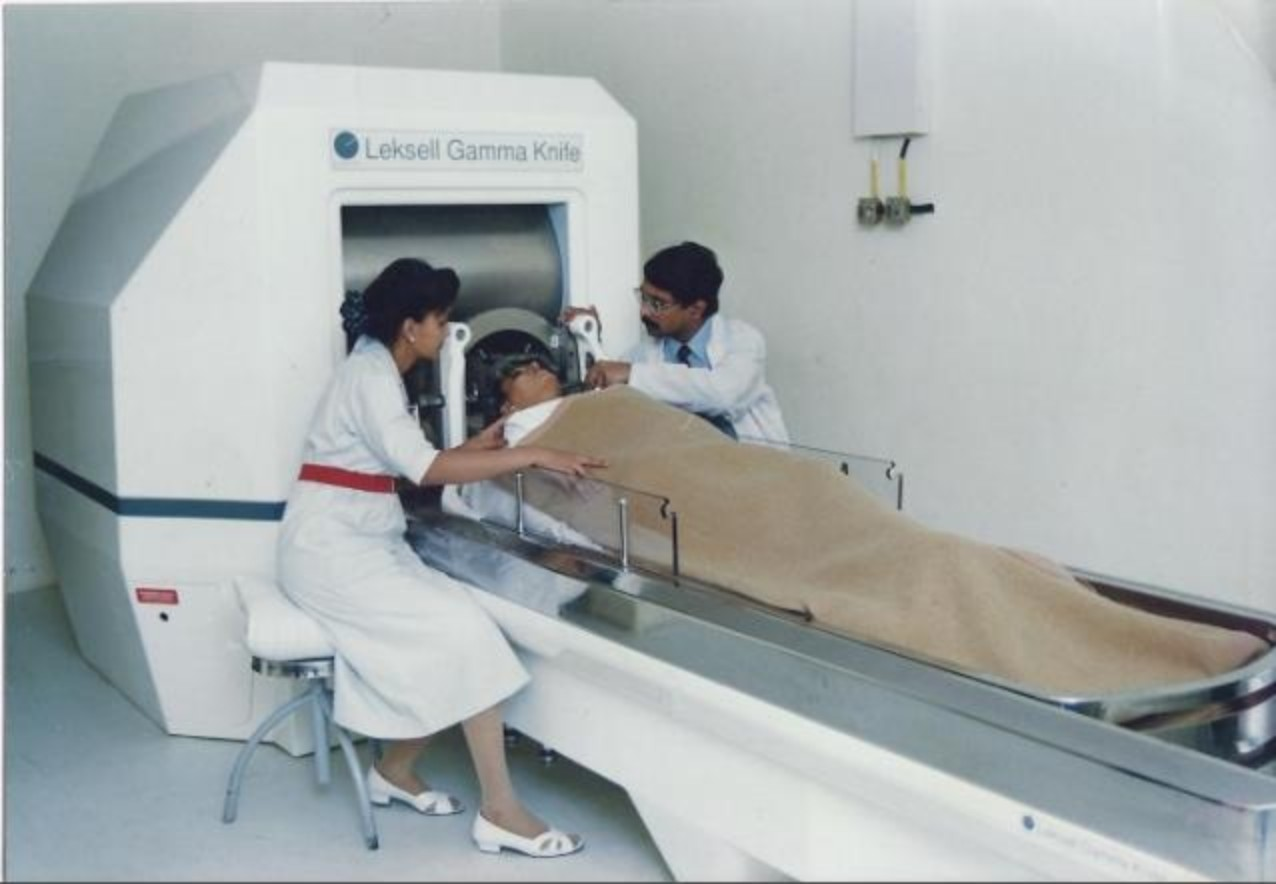
Een arts die Gamma Knife Radiochirurgie uitvoert

Het Gamma knife is een medisch instrument dat wordt gebruikt voor de behandeling van fysieke aandoeningen in de hersenen, zoals tumoren, aangezichtspijn of een kwaal aan de bloedvaten. Het apparaat is in 1967 uitgevonden aan het Karolinska Instituut in Stockholm, Zweden, door hoogleraar neurochirurgie Lars Leksell, de in Roemenië geboren neurochirurg Ladislau Steiner, en radiobioloog Börje Larsson van de Universiteit van Uppsala, Zweden. 
Het Gamma knife is, anders dan de naam misschien doet vermoeden, geen handzaam instrument, maar een bestralingstoestel met de precisie van een scalpel.

## Werking

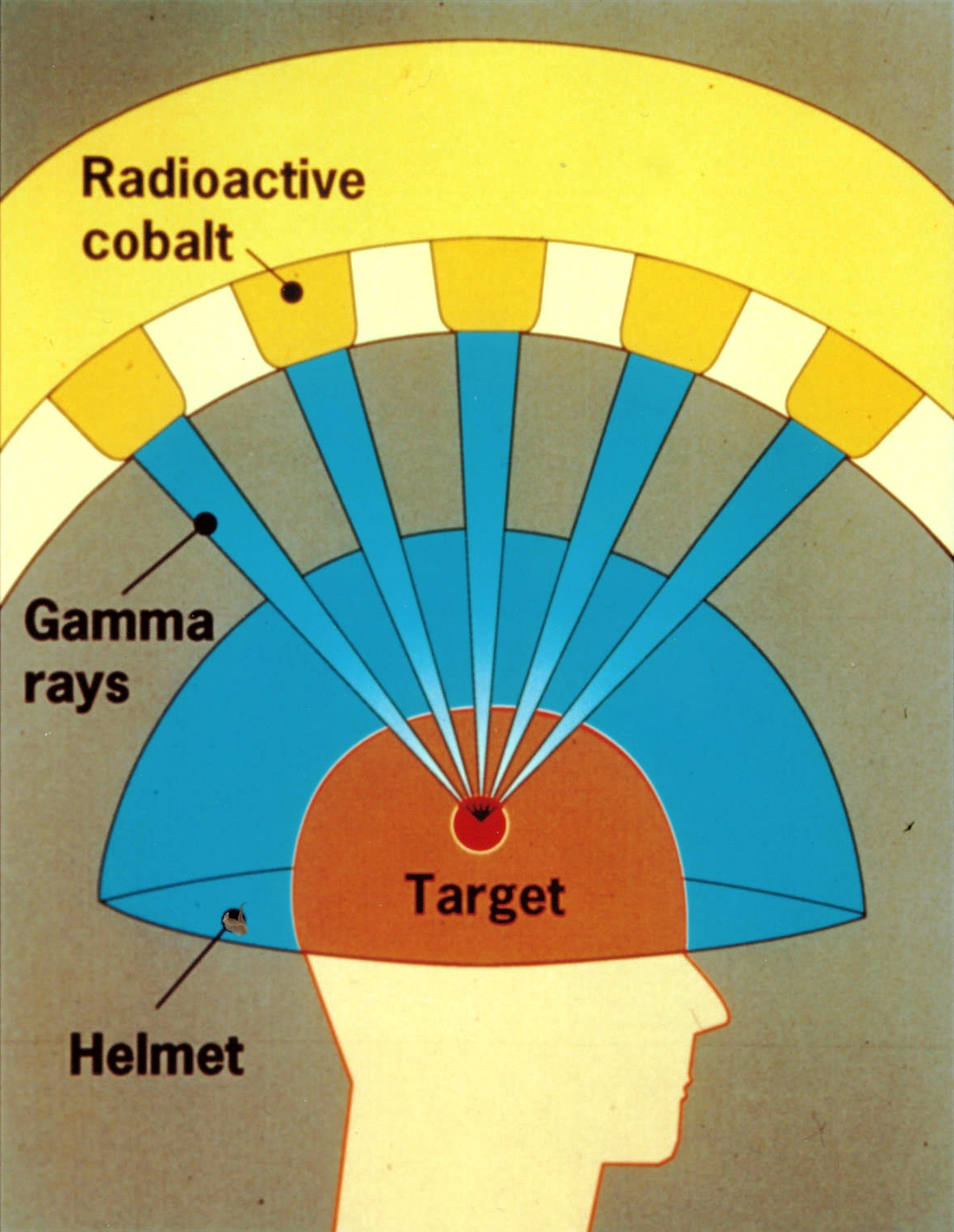
Werking van de Gamma Knife

Een Gamma Knife bevat doorgaans 201 kobalt-60 bronnen van elk ongeveer 30 curies (1,1 TBq), geplaatst in een hemisferische reeks in een zwaar afgeschermde constructie. Het apparaat richt gammastraling op een doelpunt in de hersenen van de patiënt. De patiënt draagt een gespecialiseerde helm die chirurgisch aan de schedel wordt bevestigd, zodat de hersentumor stationair blijft op het richtpunt van de gammastraling. Hierdoor wordt in één behandelsessie een ablatieve dosis straling door de tumor gestuurd, terwijl het omringende hersenweefsel relatief gespaard blijft.
Gamma Knife-therapie maakt, net als bij alle radiochirurgie, gebruik van stralingsdoses om kankercellen te doden en tumoren te verkleinen. Gamma Knife radiochirurgie is in staat om vele bundels gammastraling nauwkeurig op een of meer tumoren te focussen. Elke individuele bundel heeft een relatief lage intensiteit, dus de straling heeft weinig effect op tussenliggend hersenweefsel en is alleen geconcentreerd op de tumor zelf, zodat omliggend hersenweefsel zo min mogelijk wordt aangetast.
Vanwege de aanmerkelijke straling staat het toestel altijd in een beschermde ruimte met minimaal 50 centimeter dikke betonnen muren, waar de straling niet doorheen kan.
Een Gamma knife-behandeling kent een risico op beschadiging van gezond weefsel en wordt daarom niet in alle gevallen ingezet.

## Gamma knife in Nederland
Het Dr. Bernard Verbeeten Instituut en het Sint Elisabeth Ziekenhuis (beide gevestigd in Tilburg) waren in 2002 samen verantwoordelijk voor de bouw (begonnen in oktober 2001) en opening van het eerste Gamma knife centrum in Nederland. Inmiddels is deze samenwerking beëindigd. Het Dr. Bernard Verbeeten Instituut is niet meer actief binnen het Gamma Knife Centrum Tilburg.
Voorheen moesten patiënten naar Duitsland, of nog eerder naar Zweden voor de behandeling. Sinds begin 2018 is, naast het Gamma Knife Centrum Tilburg, ook het Antoni van Leeuwenhoek gestart met het behandelen van patiënten met de Gamma Knife. En begin 2021 is ook in Isala Zwolle een Gamma Knife beschikbaar.